# 1591

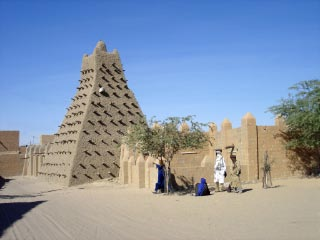
Sankore moskee van Timboektoe

Het jaar 1591 is het 91e jaar in de 16e eeuw volgens de christelijke jaartelling.

## Gebeurtenissen
januari
- 18 - De Siamese koning Naresuan doodt in een man-tot-mangevecht de Birmese kroonprins Minchit Sra.

maart
- 13 - Slag bij Tondibi: Judar Pasja verslaat met het Marokkaanse leger het Songhairijk.

mei
- 19 - Met het Beleg van Zutphen begint Maurits' veldtocht van 1591.
- 30 - Begin van het Beleg van Deventer door het Staatse leger.

juni
- 10 - Prins Maurits verovert de stad Deventer.

juli
- 2 - Inname van Delfzijl door prins Maurits.
- 17 - Het Beleg van Knodsenburg wordt succesvol ontzet door Maurits.

september
- 24 - Na een vierdaags Beleg van Hulst neemt prins Maurits de stad in.
- 26 - De Staten-Generaal van de opstandige Nederlanden stellen een eigen Raad van Brabant in voor de beroepsrechtspraak in de veroverde gebieden van Brabant.
- 29 - Met de dood van Johan II van Oost-Friesland wordt zijn broer Edzard II, een fanatieke lutheraan, na dertig jaar van deling en strijd de enige graaf van Oost-Friesland. Vooral in Emden loopt het geschil tussen calvinisten en lutheranen daarna hoog op.

oktober
- 14 - Het Beleg van Nijmegen door Maurits van Nassau, de latere prins van Oranje, begint.
- 21 - De verovering door Maurits van Nassau, de latere prins van Oranje van de stad Nijmegen, die hij de vrije magistraatskeuze ontneemt.
- 29 - De 72-jarige kardinaal Giovanni Antonio Facchinetti wordt gekozen tot paus Innocentius IX.

december
- 18 - In Schoonhoven wordt de 70-jarige Marigje Arriens door de schepenbank wegens hekserij veroordeeld en ter dood gebracht.
- 30 - De twee maanden geleden gekozen paus sterft alweer.

zonder datum
- Prins Maurits wordt benoemd tot stadhouder van Gelre.
- Judar Pasja verovert namens de Sa'dische heerser Al Mansur de stad Timboektoe.
- Sultan Muhammad Quli Qutb Shah sticht de stad Haiderabad in India.

## Bouwkunst

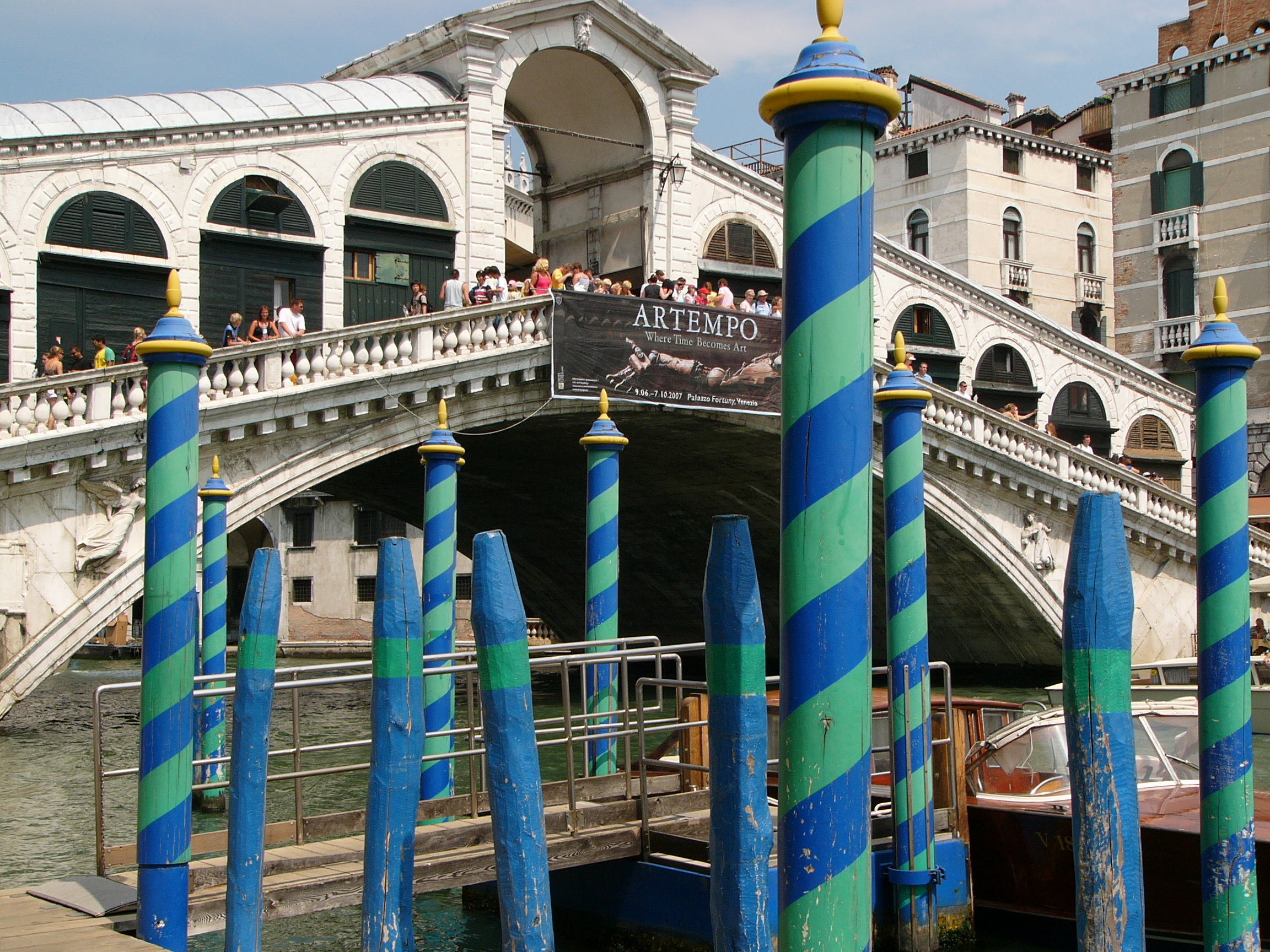
Rialtobrug, Venetië (1591) Antonio da Ponte

## Geboren
januari
- 12 - José de Ribera, Spaans/Italiaans kunstschilder

mei
- 26 - Dirck Janszoon Sweelinck, Nederlands componist

datum onbekend
- Isabella Brant, eerste vrouw van Rubens

## Overleden
januari
- 7 - Jacobus de Kerle (59 ?), Franco-Vlaams componist

februari
- 6 - Anna Sophia van Pruisen (63), prinses van Pruisen

juli
- 2 - Vincenzo Galilei, Italiaans musicus
- 18 - Jacobus Gallus (40), Sloveens componist en cisterciënzer monnik
- 30 - Andreas Pevernage (~48), Nederlandse polyfonist

oktober
- 16 - Paus Gregorius XIV (56), paus van 1590 tot 1591

december
- 30 - Paus Innocentius IX (72), paus in 1591